# Suchá hora
Suchá hora je přírodní rezervace poblíž obce Dešov v okrese Třebíč v nadmořské výšce 510–571 metrů. Oblast spravuje Krajský úřad Kraje Vysočina. Důvodem ochrany je dubová bučina s velmi bohatým podrostem.